# Querbeschleunigung
Die Querbeschleunigung ist ein Begriff aus der Fahrdynamik. Sie ist nach DIN ISO 8855 die Komponente der Beschleunigung in Y-Richtung (Querrichtung) des horizontierten fahrzeugfesten Koordinatensystems.
Die Querbeschleunigung {\displaystyle a_{q}} unterscheidet sich von der Zentripetalbeschleunigung {\displaystyle a_{z}} durch den Kosinus des Schwimmwinkels {\displaystyle \beta }:
{\displaystyle a_{q}=\cos \beta \cdot a_{z}\leq a_{Z}}
Bei normaler Kurvenfahrt ist der Schwimmwinkel klein, es gilt die Kleinwinkelnäherung.
{\displaystyle \cos \beta ={\frac {a_{q}}{a_{z}}}\approx 1\Rightarrow a_{q}\approx a_{z}},
d. h. in diesem Fall ist der Unterschied zwischen Quer- und Zentripetalbeschleunigung sehr gering. Bei einem schleudernden Fahrzeug ist der Unterschied dagegen nicht mehr zu vernachlässigen.
Bedingt durch den Wankwinkel {\displaystyle \varphi } hat die Erdbeschleunigung {\displaystyle g} eine Komponente in y-Richtung des fahrzeugfesten Koordinatensystems. Die gemessenen Werte {\displaystyle a_{y}} müssen daher korrigiert werden:
{\displaystyle a_{q}=a_{y}-g\cdot \sin \varphi }